# Ізосейсти

Ізосейсмічна карта землетрусу в Іллінойсі 1968 року.

Ізосейсти, ізосейсми, (рос. изосейсты, англ. isoseists, isoseismals, isoseismic lines, isoseismal lines; нім. Isoseisten f pl, Isoseismen f pl) — ізолінії інтенсивності землетрусів; розділяють області з різним рівнем інтенсивності.
Карти ізосейст допомагають ідентифікувати епіцентр землетрусу, особливо там, де немає інструментальних записів, наприклад для історичних землетрусів. Вони також містять важливу інформацію про наземні умови в конкретних місцях, про геологію, структуру сейсмічної хвилі і реакцію будівель різних типів. Вони складають важливу частину макросейсмічного підходу, тобто тієї частини сейсмології, що стосується неінструментальних даних. Форма та розмір ізосейстових областей можуть бути використані для визначення  Магнітуд, Гіпоцентру, глибини та фокусного механізму землетрусу. 